# Петър Рамаданов
Петър Григоров Рамаданов е български скулптор и живописец.

## Биография
Роден е на 25 март 1895 година в Кюстендил. През 1922 година завършва Художествената академия в София, в класа по Скулптура на Марин Василев. От 1926 до 1928 година учи в Рим, а през 1928 година завършва Художествената академия във Венеция. От 1928 до 1929 година работи в ателието на френския скулптор Антоан Бурдел. Престоят му зад граница продължава до 1955 година, когато се връща в България и до 1966 година преподава Скулптура в Художествената гимназия в София.
Много негови творби се отличават с изразителна пластичност и емоционалност, които притежават индивидуална характеристика. Предпочитан жанр е скулптурния портрет. Автор е на произведения на монументално-декоративната скулптура, които включват бюст-паметници във Велико Търново, Горна Оряховица, Добрич, Кюстендил и Плевен, всичките направени след 1955 година. През 1923 година за фасадата на Търговската банка в София изработва атланти, детски фигури, маски и орнаменти. Други негови произведения са маска на проф. Николай Райнов (1922), глава на проф. Асен Златаров (1922) и глава на Гео Милев (1923).
Занимава се също с живопис. Рисува пейзажи. През 1925 година създава портрети на индийския балетмайстор Удай Шанкар.
Излага творби в изложба на преподавателите от Художествената академия в София (1923), изложбите на Групата от Кан сюр Мер (1934 – 1943), в „Salon d'Automne“ или Есенния салон на изкуствата в Париж (1934 – 1940). Провежда самостоятелни изложби в Кан сюр Мер (1934), Лион (1935), Монте Карло (1942) и Макон (1952).
Негови творби са притежание на Националната художествена галерия, на музеи и частни колекции в Англия, Франция, Щвейцария, Швеция и САЩ.
Умира на 5 август 1972 година в София.